# فوجیوارا نو تسوگیناوا
فوجیوارا نو تسوگیناوا ((به ژاپنی: 藤原継縄 Fujiwara no Tsuginawa)؛ ۷۲۷ – ۷۹۶) سامورایی اهل ژاپن بود.
در سال ۷۸۰ (سال یازدهم هوکی (دوره)))، به تسوگیناوا عنوان سی-ای-تای-شوگون (ژنرال رام کننده بربرها) داده شد تا یک لشکرکشی به شمال هونشو برای تحت سلطه درآوردن قوم امیشی که به نام دیگر ابیسو نیز شناخته می‌شود.